# Ochłoda
Ochłoda – przysiółek wsi Rogożewo w Polsce, położony w województwie wielkopolskim, w powiecie rawickim, w gminie Jutrosin.
W latach 1975–1998 przysiółek należał administracyjnie do województwa leszczyńskiego.
W okresie Wielkiego Księstwa Poznańskiego (1815-1848) miejscowość wzmiankowana wówczas jako folwark Ochłoda należała do wsi mniejszych w ówczesnym pruskim powiecie Kröben (krobskim) w rejencji poznańskiej. Ochłoda należała do okręgu jutroszyńskiego tego powiatu i stanowiła część majątku Smolice, którego właścicielem był wówczas (1846) Wilanowski. Według spisu urzędowego z 1837 roku folwark liczył 22 mieszkańców, którzy zamieszkiwali 4 dymy (domostwa).